# Weevil
Weevil ist ein elektronisches Tanzduo bestehend aus Jonny Pilcher und Tom Betts.  Sie sind aus Yorkshire, England und stehen unter Vertrag bei Wichita Recordings.
Teile des Liedes Bytecry im Album Drunk on Light werden im Mac OS X Tiger Intro-Video verwendet, welches für gewöhnlich beim ersten Start vor dem Einrichten des Systems gespielt wird.

## Diskografie
- 2001: Fragile (EP, Orphan Records)
- 2003: Splinters (EP, Wichita; 2004 als No-Harm)
- 2003: Drunk on Light (Album, Wichita / V2 Records)
- 2004: Halfsmile (Single, Wichita)
- 2007: Unreleased (Album, Orphan Records)